# Champion Allison
Champion Allison (né le 5 novembre 1998 à Houston) est un athlète américain spécialiste du 400 mètres.

## Biographie
Champion Allison remporte la médaille d'or du relais 4 × 400 mètres lors des championnats du monde juniors 2016, à Bydgoszcz. 
Il se classe deuxième du 400 m des championnats des États-Unis 2022 derrière son compatriote Michael Norman, établissant à cette occasion un nouveau record personnel en 43 s 70. il devient à cette occasion le dixième meilleur performeur de tous les temps sur cette distance.
Le 24 juillet 2022, il remporte la médaille d'or du relais 4 × 400 m des championnats du monde 2022, à Eugene, en compagnie de Elija Godwin, Michael Norman et Bryce Deadmon, dans le temps de 2 min 56 s 17, meilleure performance mondiale de l'année.

## Palmarès
| Date | Compétition           | Lieu   | Résultat | Épreuve   | Temps         |
| ---- | --------------------- | ------ | -------- | --------- | ------------- |
| 2022 | Championnats du monde | Eugene | 4e       | 400 m     | 44 s 77       |
| 2022 | Championnats du monde | Eugene | 1er      | 4 × 400 m | 2 min 56 s 17 |

## Records
| Épreuve | Temps   | Lieu   | Date         |
| ------- | ------- | ------ | ------------ |
| 400 m   | 43 s 70 | Eugene | 25 juin 2022 |